# Dernier ancêtre commun universel
LUCA
« LUCA » redirige ici. Pour les autres significations, voir Luca.
Ne doit pas être confondu avec Plus petit ancêtre commun.

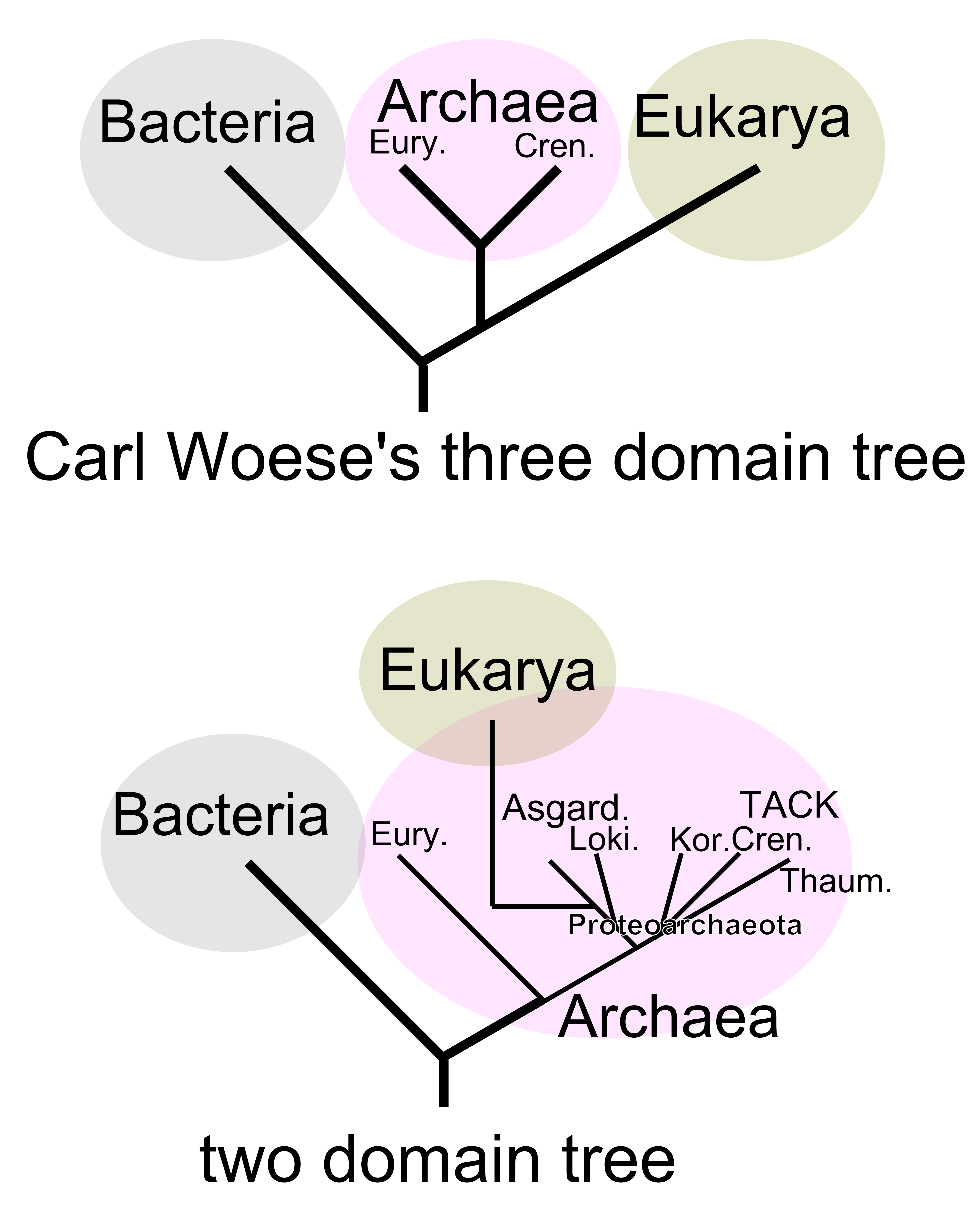
Arbre phylogénétique présumé reliant les grands domaines d'organismes vivants au dernier ancêtre commun universel (bifurcation des 2 premiers clades).

Le dernier ancêtre commun universel (LUCA, pour l'anglais last universal common ancestor) est le dernier ancêtre commun à toutes les espèces vivant actuellement sur Terre.
Il ne doit pas être confondu avec le premier organisme vivant, LUCA est l'organisme existant juste avant la séparation des grands domaines actuels. Il s'agit d'un organisme déjà assez complexe, issu d'une longue évolution marquée par la sélection naturelle.
Ses caractéristiques ne sont pas certaines, mais on estime que LUCA aurait vécu il y a environ 4,2 milliards d'années dans un environnement mésophile au voisinage de sources hydrothermales alcalines. Il s'agit probablement d'une cellule procaryote (sans noyau) simple, dont le génome constitué d'ARN codait 2 600 protéines. Son métabolisme utilisait des réactions d'oxydoréduction pour produire de l'énergie. Les ribosomes existaient probablement déjà dans LUCA, et sa membrane cellulaire, composée de terpénoïdes, était plus simple que celle des cellules actuelles.

## Approches méthodologiques
Définir et caractériser un organisme très ancien, dont on n'a aucun fossile, nécessite d'utiliser une approche méthodologique précise.

### Approche généalogique

#### Théorie
L'hypothèse conduisant à ce concept de LUCA est que tous les êtres vivants sont issus d'une même lignée divergente d'ancêtres communs, remontant jusqu'à l'époque où la seule reproduction était la division cellulaire. Cela implique l'existence dans le passé lointain d'une cellule telle que :
- tous les êtres vivants actuels en descendent ;
- au moins deux de ses cellules filles ont un descendant vivant aujourd'hui (autrement, sa seule cellule fille avec une descendance actuelle serait LUCA, le véritable point de divergence du vivant commençant à la génération suivante). Elles sont ainsi à l'origine des deux premières lignées encore vivantes que sont les bactéries et les archées (ayant elles-mêmes engendré les eucaryotes ultérieurement).

LUCA ne doit pas être confondu avec le premier organisme vivant, ni avec l'ancêtre le plus récent de toutes les formes de vie ayant jamais vécu sur Terre (y compris celles aujourd'hui disparues). La complexité des ARN et des protéines qu'il comportait implique qu'il était lui-même issu d'une lignée évolutive plus ancienne, et qu'il cohabitait probablement avec bien d'autres formes de vie qui n'ont pas laissé de descendants actuels.

#### Désignations
Carl Woese avait proposé en 1977 le terme progénote pour désigner un organisme vivant primitif cherchant à acquérir une maîtrise de son phénotype par son génome et qui serait l'ancêtre de l'ensemble du vivant,. LUCA serait d'après lui le dernier progénote avant la ramification du vivant tel que nous le connaissons.
Le terme anglais cenancestor (« cénancêtre »), formé d'après le grec kainos (« récent ») et koinos (« commun »), a été suggéré par Fitch et Upper en 1987.
La dénomination LUCA a été suggérée en 1994 par Christos Ouzounis et Nikos Kyrpides. Elle a été popularisée par un séminaire de 1996 organisé par Patrick Forterre et la fondation des Treilles. Le CNRS avance un éventuel clin d'œil envers Lucy, australopithèque découverte en 1974, que les sources anglo-saxonnes ne reprennent pas .
Richard Dawkins utilise le terme concestor (mot-valise pour common ancestor, « ancêtre commun »), forgé par Nicky Warren. Gustavo Caetano-Anollés l'appelle urancestor (ancêtre absolu).

#### Cas des virus
Dans cette approche supportée par la généalogie cellulaire, les virus ne sont pas inclus parmi les êtres vivants. Le problème de leur phylogénie se pose bien, mais l'origine commune des virus ne peut pas être mise en évidence par la comparaison de leurs séquences nucléotidiques, et pour l'instant aucune classification des virus ne prétend être phylogénétique.
En revanche, les virus ont joué un rôle significatif dans l'évolution du vivant en effectuant des transferts de gène. Il est vraisemblable qu'archées et bactéries aient acquis une partie de leur ADN grâce aux virus.

#### Phylogénie des premiers groupes du vivant

Un arbre phylogénétique, montrant que les Archaea (vert) et Eukaryota (rouge) sont plus proches entre eux qu'ils ne le sont des bactéries (bleu).

LUCA se serait subdivisé en deux cellules filles à l'origine des deux premières lignées ayant encore des descendants aujourd'hui.
Les trois grandes lignées du vivant sont les bactéries, les archées (toutes deux constituées d'organismes monocellulaires à cellule sans noyau, dits procaryotes) et les eucaryotes (organismes mono- ou pluricellulaires dont la ou les cellules disposent d'un noyau, et dont font en particulier partie les plantes, les champignons et les animaux).
Ces trois lignées ont en commun 3 molécules d'ARN et 34 protéines présentes dans le ribosome. Cet ensemble de molécules et protéines est trop complexe pour avoir été acquis indépendamment par des organismes aussi éloignés que les bactéries, les archées et les eucaryotes.
En plus de ces 34 protéines universelles, les ribosomes modernes renferment de nombreuses autres protéines qui sont communes, soit à l'un des trois domaines du vivant, soit aux archées et aux eucaryotes.
Le problème de la phylogénie des origines est de déterminer quelle a été la première bifurcation, c'est-à-dire quelles sont parmi les lignées des bactéries, des archées ou des eucaryotes les deux premières à avoir divergé du tronc commun ancestral menant à LUCA.
Les études actuelles considèrent que les bactéries et les archées constituent les deux premières branches de l'arbre de la vie, les eucaryotes ont émergé parmi les archées d'Asgård par endosymbioses, une avec une α-protéobactérie devenue la mitochondrie et un processus encore mal compris pour le noyau.

#### Autres hypothèses
Des études minoritaires concluaient différemment.
Certains considéraient que les néomures (le clade incluant les archées et les eucaryotes) prennent naissance parmi les bactéries (qui formeraient alors un groupe paraphylétique),, dans l’embranchement des Firmicutes.
D'autres considéraient que l'embranchement des Chloroflexiota serait le groupe frère d'un clade regroupant les Archées, les Eucaryotes, et le reste des Bactéries, comme proposé par Thomas Cavalier-Smith.
Selon d'autres auteurs, LUCA aurait été eucaryote, et aurait ensuite donné naissance à une lignée de bactéries et d'archées par simplification évolutive,.

### Approche moderne
Le concept initial de LUCA se base sur des hypothèses faisant abstraction des phénomènes de conjugaison, d'endocytose ou de transfert génétique, qui mettent en jeu deux cellules. Par exemple, le noyau des cellules des eucaryotes pourrait avoir une ascendance distincte de celle de son cytoplasme. De fait, en reproduction sexuée, le noyau a une ascendance distincte de son protoplasme, le premier venant par moitié de chacun des parents, le second venant souvent exclusivement de la mère, notamment pour ce qui est des mitochondries, et des chloroplastes dans le cas des végétaux.
Plus récemment, au XXIe siècle, LUCA est plutôt envisagé comme une population de protocellules, capable d'échanger massivement des gènes, et qui a en fin de compte donné naissance aux deux domaines procaryotes que sont les archées et les bactéries.
Antérieurement à ces séparations, la population LUCA réalisait un brassage génétique suffisant pour qu'un composant génétique définissant un système métabolique cohérent puisse être potentiellement diffusé dans l'ensemble de la biosphère. De ce point de vue, la population microbienne représentait une collection d'individus interféconds, donc une « espèce » unique. Cette population n'était pas nécessairement homogène, la prévalence de tel ou tel métabolisme dépendant des conditions écologiques. En particulier, la conservation d'un système de photosynthèse ne confère un avantage reproductif que dans des milieux éclairés.
L'analyse des domaines de protéines et des familles et superfamilles de configurations permet de retracer l'évolution des différentes cellules en parallèle à celle des virus. L'analyse de l'horloge moléculaire associée à ces protéines suggère que la première séparation a été celle entre les virus et les microbes, il y a −3,4 Ga, suivie de celle entre archées et bactéries, il y a −3,0 Ga Par rapport à l'histoire de la Terre, la première séparation correspond à l'invention de la photosynthèse, la seconde renvoie probablement à l'origine de la nitrogénase.

## Description
L'existence de LUCA n'est pas prouvée par des fossiles, mais est présumée par l'analyse des lignées génétiques du vivant. Les caractères de LUCA sont déduits de ceux partagés par ses descendants. Les travaux en biologie de l'évolution permettent de décrire avec de plus en plus de précision l'histoire des êtres vivants, et notamment comment sont apparues les caractéristiques partagées ou non par les grands domaines du vivant.
D'après Patrick Forterre, LUCA est « une cellule assez complexe », issue d'une longue évolution à partir d'anciennes cellules présentant un métabolisme et capables de se reproduire.
Elle avait une membrane constituée de terpénoïdes, plus simple que celles des cellules actuelles.

### Environnement de vie
Ce n'était probablement pas un organisme libre mais confiné dans les micropores de cheminées hydrothermales alcalines.
D’après les travaux menés par Manolo Gouy, LUCA n'est vraisemblablement pas hyperthermophile car son ARN ribosomal ne présente pas le renforcement en paires G-C typique de ces organismes. Il serait plutôt mésophile (20 à 60 °C). Certaines bactéries et archées se sont développées postérieurement dans un biotope très chaud, devenant hyperthermophiles (ce qui requérait l'existence de l'ADN, plus stable que l'ARN à ces températures). Ce contexte a pu favoriser « les ressemblances superficielles que l'on observe entre les archées et les bactéries, ce que l'on peut appeler le « phénotype » procaryote ».

### Datation
Une étude de 2024 réévalue l'âge potentiel de LUCA. L'équipe identifie 2 600 gènes codant des protéines qui trouveraient leur origine chez cet ancêtre commun, prouvant ainsi qu'il disposait déjà d’outils relativement sophistiqués pour assurer son métabolisme et sa reproduction. 59 marqueurs génétiques sont retenus pour établir une phylogénie à l'intérieur des deux domaines primaires (Bactéries et Archées). En appliquant une méthode de réconciliation phylogénétique, des arbres ont pu être établis avec des modèles de substitution complexes. L'application de méthodes de datation moléculaire permet de remonter à un âge de 4,2 milliards d'années, nettement antérieur aux évaluations précédentes. À cette époque, l'environnement terrestre était particulièrement hostile, mais la vie a pu se développer au voisinage de sources hydrothermales,.

### Génome
LUCA « possédait certainement quelques centaines de gènes » et un génome à ARN. Outre les trois gros ARN universels (16S, 23S et 5S), son ribosome se composait d'une trentaine de protéines (contre 60 à 80 pour ses descendants modernes). On pense que l'ADN a été introduit ultérieurement et indépendamment, dans la lignée bactérienne et celle conduisant aux archées et aux eucaryotes, car les protéines qui le répliquent sont différentes dans ces deux lignées. Les 33 protéines ribosomales caractéristiques des archées et des eucaryotes sont remplacées par 23 autres très différentes chez les bactéries. Elles ont vraisemblablement été ajoutées au ribosome de ces organismes par des virus après la divergence des deux lignées.

### Métabolisme
Son métabolisme est basé sur des réactions d'oxydoréduction. L’hydrogène de l’eau, réduit par le Fe2+ pouvait être utilisé pour fixer le CO2. Elle ne disposait pas d'enzyme lui permettant de se nourrir de matière organique préexistante.

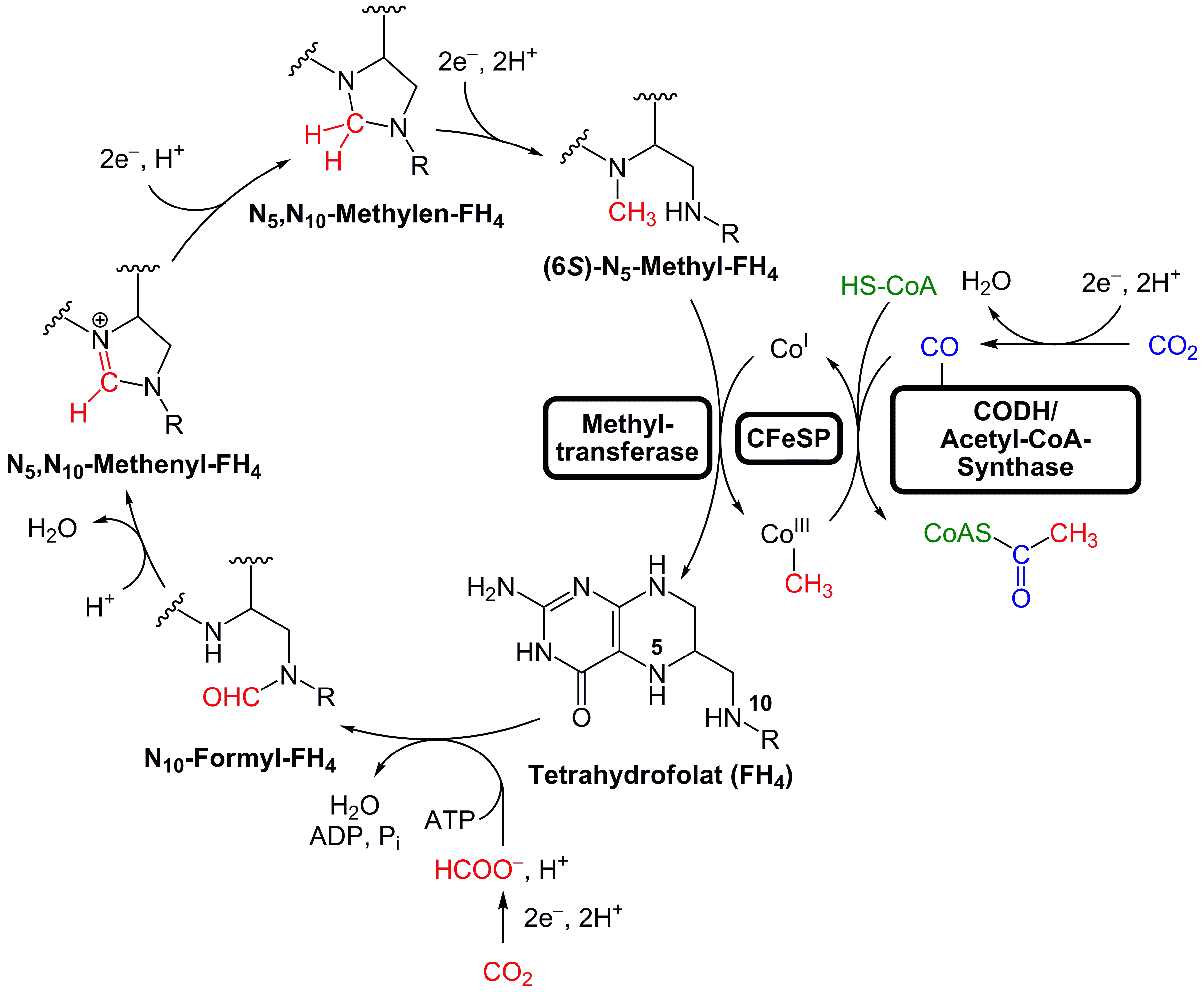
Voie de Wood–Ljungdahl ou voie réductrice de l'acétyl-coenzyme A utilisée par LUCA pour fixer le carbone.

En revanche, elle dispose de nombreux enzymes intervenant dans le métabolisme des nucléotides et un ribosome primordial permettant la synthèse de protéines mais de façon encore peu fiable.
LUCA était également complexe en termes de structure cellulaire. On pense qu’il disposait d'organelles analogues aux acidocalcisomes pour stocker l'énergie. Ces structures cellulaires devaient accumuler des composés tels que les polyphosphates stockant l’énergie dans leurs liaisons phosphoanhydrides. Ces composés énergétiques étaient nécessaires aux thioesters et pyrophosphates permettant le transport de l'énergie du milieu ambiant au profit du métabolisme de ce progénote.
Une étude publiée en 2016 par William Martin, analysant 6,1 millions de gènes codant des protéines issus du séquencement du génome de nombreux procaryotes (1 847 génomes bactériens et 134 génomes d'archées), a permis d’identifier 355 clusters de protéines qui sont vraisemblablement partagés avec LUCA, parmi les 286 514 clusters étudiés. Ceci permet de décrire LUCA comme un organisme autotrophe, anaérobie, thermophile, dépendant du dihydrogène et du gaz carbonique avec une voie réductrice de l'acétyl-coenzyme A et pouvant fixer le diazote. LUCA utilisait un couplage chimio-osmotique de part et d'autre de sa membrane cellulaire pour produire de l'ATP grâce à une enzyme de type ATP synthase. La présence d’enzyme ADN gyrase inverse dans le génome théorique de LUCA, enzyme spécifique des organismes thermophiles, permet de supposer que LUCA s'est développé près de cheminées hydrothermales, un environnement anaérobie et riche en H2, CO2 et fer. Cette étude a également permis de mettre en évidence la présence de gènes codant la S-adénosylméthionine, indiquant que LUCA effectuait des modifications chimiques de nucléosides à la fois dans son ARNt et son ARNr. L’étude de William Martin avance l’hypothèse que LUCA était dépendant de la synthèse abiotique et spontanée de méthane à partir de H2 et de CO2 présents dans les cheminées hydrothermales de son environnement, et insiste sur l'importance des groupements méthyle dans le développement du métabolisme de LUCA. Cette étude suggère également que les organismes méthanogènes et les clostridia acétogéniques sont les plus proches parents actuels de LUCA.